# Ивановский (Кировская область)
Ивановский — починок в Уржумском районе Кировской области России. Входит в состав Буйского сельского поселения.

## География
Починок находится в юго-восточной части Кировской области, в зоне хвойно-широколиственных лесов, на левом берегу реки Левая Водовойка, на расстоянии приблизительно 23 км (по прямой) к северо-западу от города Уржум, административного центра района. Абсолютная высота — 143 м над уровнем моря.
Климат
Климат характеризуется как континентальный, умеренно холодный. Среднегодовая температура — 1,9 °C. Средняя температура воздуха самого холодного месяца (января) составляет −12,5 °C (абсолютный минимум — −45 °С); самого тёплого месяца (июля) — 18,5 °C (абсолютный максимум — 36 °С). Безморозный период длится в течение 126—131 день. Годовое количество атмосферных осадков — 496—545 мм, из которых 245 — 275 мм выпадает в период с мая по сентябрь. Снежный покров держится в течение 150 дней.
Часовой пояс
Починок Ивановский, как и вся Кировская область, находится в часовой зоне МСК (московское время). Смещение применяемого времени относительно UTC составляет +3:00.

## Население
| 2010 |
| ---- |
| 9    |

Половой состав
По данным Всероссийской переписи населения 2010 года, в гендерной структуре населения мужчины составляли 66,7 %, женщины — соответственно 33,3 %.
Национальный состав
Согласно результатам переписи 2002 года, в национальной структуре населения русские составляли 91 % из 11 чел.